# Brelade
Brelade, conosciuto anche come Branwalator, Branwalader, Breward, Branuvelladurus o Brélade (V secolo – VI secolo), fu un monaco britannico vissuto tra il V e il VI secolo forse proveniente dalla Bretagna. È venerato come santo dalla Chiesa cattolica, dalla Chiesa ortodossa e dalla Comunione anglicana e le sue reliquie si trovano sia a Milton Abbas che a Branscombe.

## Biografia
Brelade era un monaco britannico che, si dice, fosse divenuto vescovo nel Jersey, sebbene, a quel tempo, il Jersey avesse dovuto ricadere all'interno dell'antica diocesi di Dol. Tali incongruenze sono dovute al fatto che, così come per molti dei primi santi di questa regione, spesso la realtà si fonde alla leggenda.
Tuttavia, si ritiene che Brelade abbia lavorato assieme a Sansone in Cornovaglia e nelle isole del Canale, dove in sua memoria sono state erette due parrocchie: la chiesa parrocchiale di San Brelade, nel Jersey, e la chiesa parrocchiale di San Breward, in Cornovaglia. Egli potrebbe inoltre aver intrapreso, sempre con san Sansone, diversi viaggi attraverso la Bretagna nella Francia settentrionale.
Nel Martirologio di Exeter, la principale fonte agiografica su san Brelade (di cui le notizie sono piuttosto scarse), il santo viene descritto come figlio del re di Cornovaglia, Kenen, ossia di Conan Meriadoc, un sovrano dall'alone quasi leggendario che regnò sulla Dumnonia (che comprendeva appunto la Cornovaglia) e sulla Bretagna. Considerato però che, da quel che sappiamo, Conan Meriadoc morì prima dell'inizio del quinto secolo, ciò appare piuttosto inverosimile.

## Culto
Re Atelstano, che fondò l'abbazia di Milton Abbas, nel Dorset, riuscì ad ottenere alcune reliquie del santo (un braccio o forse la testa) dai monaci bretoni in fuga dai normanni e le portò nella sopraccitata abbazia nel 935 (forse il 19 gennaio). William Worcester, un cronista inglese del XV secolo, affermava nelle sue cronache che il corpo del santo era custodito a Branston (o Branscombe), nel Devon. Da notare che l'esatto nome dell'abbazia di Milton Abbas è chiesa abbaziale dei Santi Maria, Sansone e Brelade. 
Il giorno in cui cade la ricorrenza di san Brelade, giorno di festa nel Jersey, è il 6 giugno. In Cornovaglia, invece, viene festeggiato il 9 febbraio e il 6 giugno. Nel medioevo, la festa di san Brelade veniva festeggiata anche nelle cittadine di Winchester e di Exeter. In Bretagna, infine, esso viene a volte confuso con san Brandano e san Brannoc. 
Il culto di san Brelade è rimasto in auge fino al decimo secolo, il suo nome compare infatti in diverse litanie risalenti a questo secolo.

## Chiese e luoghi dedicati

### Jersey
Nella parte occidentale dell'isola di Jersey è presente, all'interno della parrocchia di San Brelade, la chiesa parrocchiale omonima, che risale al decimo o all'undicesimo secolo.

### Cornovaglia
In Cornovaglia, san Brelade è conosciuto come san Breward e la chiesa a lui intitolata, situata nel villaggio di Bodmin, è la più antica della Cornovaglia. Costruita con pietre provenienti dalle miniere di granito nelle vicinanze del villaggio, la chiesa esibisce un'architettura tipica del periodo normanno.
Esiste anche un pozzo intitolato a San Breward in Cornovaglia, vicino a Camelford. Il pozzo era meta di pellegrinaggio da parte di malati che soffrivano in particolar modo di infiammazioni agli occhi e che gettavano una monetina nel pozzo come offerta al santo.